# Orville Moody
Orville Moody (* 9. Dezember 1933 in Chickasha, Oklahoma; † 8. August 2008) war ein US-amerikanischer Profigolfer, der während seiner Karriere zahlreiche Turniere gewann.

## Werdegang
Der Sohn eines Golfplatzwartes begann seine Karriere an der Capitol Hill High School in Oklahoma City, als er 1952 die Golf-Highschool-Meisterschaften von Oklahoma gewann. Nachdem er einige Wochen an der University of Oklahoma studierte, trat er in die United States Army ein. Auch in Uniform konnte er den Golfsport weiterhin betreiben und gewann die Militärmeisterschaften und drei offene koreanische Meisterschaften. Moody verbrachte 14 Jahre in der Army, die er als Sergeant verließ. Dieser Rang brachte ihm später den Spitznamen Sarge ein.
Moody gab seine militärische Karriere für einen Versuch bei der PGA Tour 1967 auf. Diese Entscheidung erwies sich als vorteilhaft; gegenüber den 5000 US-Dollar, die er jährlich beim Militär verdiente, summierte sich das Preisgeld in seinem ersten Profijahr auf annähernd 300.000 US-Dollar.
1969 wurden die U.S. Open auf dem Cypress Creek Course des Champions Golf Club in Houston ausgetragen. Moody gewann mit einem Schlag das auf 72 Löchern gespielte Turnier mit 281 Schlägen vor Deane Beman, Al Geiberger und Bob Rosburg, die jeweils 282 Schläge benötigten.
Moodys Erfolg bei der PGA Tour war beschränkt, obwohl er 1969 das wohl prestigereichste Männer-Profigolfturnier gewann. Er wurde in dem Jahr auch zum Spieler des Jahres gewählt. Der Sieg war der einzige, den Moody in der PGA Tour erreichte. Moode war ein begabter Ballschläger, der in seiner Karriere mit dem Putten jedoch Probleme hatte.
Auf der Senior Tour (die heute als die Champions Tour bekannt ist) hatte er wesentlich mehr Erfolg. Als Senior gewann er 11 Turniere. 1989 gewann er die U.S. Senior Open und wurde so der vierte Mann, der sowohl die U.S. Open als auch die U.S. Senior Open gewinnen konnte.
Vor der Saison 1995 musste sich Moody einer dreifachen Bypass-Operation unterziehen, spielte aber in dem Jahr noch in 29 Wettbewerben.

## PGA-Tour-Siege
- 1969: U.S. Open

## Senior-PGA-Tour-Siege
- 1984: Daytona Beach Seniors Golf Classic, MONY Senior Tournament of Champions
- 1987: Rancho Murieta Senior Gold Rush, GTE Kaanapali Classic
- 1988: Vintage Chrysler Invitational, Senior Players Reunion Pro-Am, Greater Grand Rapids Open
- 1989: Senior Players Championship, U.S. Senior Open
- 1991: PaineWebber Invitational
- 1992: Franklin Showdown Classic

Major Championships fett formatiert